# Itoplectis ocris
Itoplectis ocris är en stekelart som beskrevs av Setsuya Momoi 1973. Itoplectis ocris ingår i släktet Itoplectis och familjen brokparasitsteklar. Inga underarter finns listade i Catalogue of Life.